# 久慈町 (岩手県)
久慈町（くじまち）は岩手県南九戸郡・九戸郡にあった町。現在の久慈市のうち「町」がつかない区域にあたる。
なお、久慈市は1954年に新設合併によって発足したもので、本町とは別の自治体である。

## 地理
- 海：久慈湾
- 河川：久慈川、長内川

## 歴史
- 1889年（明治22年）4月1日 - 町村制の施行により下大川目村、門前村、長久寺村および長内村の一部（字細谷・柏崎）の区域をもって南九戸郡久慈町が発足。
- 1897年（明治30年）4月1日 - 郡制の施行により所属郡が九戸郡に変更。
- 1954年（昭和29年）11月3日 - 長内町・宇部村・大川目村・侍浜村・夏井村・山根村と合併して久慈市が発足。同日久慈町廃止。

## 行政

### 歴代町長
| 代 | 氏名       | 就任                      | 退任                       | 備考 |
| -- | ---------- | ------------------------- | -------------------------- | ---- |
| 1  | 長沢勝志   | 明治22年（1889年）4月1日  | 不詳                       |      |
| 2  | 晴山理吉   | 不詳                      | 明治39年（1906年）9月19日  |      |
| 3  | 中野重蔵   | 明治39年（1906年）9月20日 | 明治41年（1908年）1月6日   |      |
| 4  | 川口浩哉   | 明治41年（1908年）1月7日  | 明治45年（1912年）3月25日  |      |
| 5  | 安田辰五郎 | 明治45年（1912年）3月26日 | 大正3年（1914年）5月13日   |      |
| 6  | 晴山重三郎 | 大正3年（1914年）5月14日  | 大正8年（1919年）3月1日    |      |
| 7  | 嵯峨周悦   | 大正8年（1919年）3月2日   | 大正12年（1923年）4月15日  |      |
| 8  | 中野吉郎   | 大正12年（1923年）4月16日 | 大正15年（1926年）2月27日  |      |
| 9  | 嵯峨周悦   | 大正15年（1926年）2月28日 | 昭和5年（1930年）2月27日   | 再任 |
| 10 | 三船米蔵   | 昭和5年（1930年）2月28日  | 昭和10年（1935年）10月5日  |      |
| 11 | 兼田清一郎 | 昭和10年（1935年）10月6日 | 昭和21年（1946年）7月26日  |      |
| 12 | 宮沢豊太   | 昭和21年（1946年）7月27日 | 昭和22年（1947年）4月7日   |      |
| 13 | 山内堯文   | 昭和22年（1947年）4月8日  | 昭和29年（1954年）12月31日 |      |

## 交通

### 鉄道路線
- 日本国有鉄道
  - 八戸線
    - 久慈駅

三陸鉄道北リアス線は当時は未開業。

### 道路
- 国道45号
- 岩手県道久慈沼宮内線（現・国道281号）

### 港湾
- 久慈港